# Discovery Mountain
Discovery Mountain est un ancien projet comprenant plusieurs attractions, développé à la fin des années 1980 pour le Discoveryland du parc Disneyland, alors encore en construction près de Paris. Le projet est abandonné pour des raisons financières, mais a servi au développement d'autres attractions Disney populaires.

## Le cœur de Discoveryland

Les deux hublots au-dessus de l'entrée de Videopolis Theatre marquent l'emplacement des tubes en verre qui devaient relier Discovery Mountain.

Le thème fédérateur de Discoveryland était une représentation du futur tel qu'on se l'imaginait à la Belle Époque. À l'image des autres zones thématiques, Discoveryland a plusieurs inspirations, en l'occurrence les représentations des « futurs » de plusieurs visionnaires, de Léonard de Vinci à George Lucas. Inspiré de la littérature steampunk, il est plus particulièrement la représentation des œuvres des grands inventeurs et visionnaires européens de la fin du XIXe siècle.
Parmi eux, Jules Verne occupait une place importante et Discovery Mountain devait être un vaste dôme au cœur du land consacré à ses œuvres. Sur l'un de ses art works, l'imagineer Tim Delanay place Jules Verne chapeauté de son haut-de-forme.

Une citation souvent attribuée à Jules Verne était régulièrement prononcée par Walt Disney, : 

« Tout ce qu'un homme est capable d'imaginer, d'autres hommes seront capables de le réaliser »

## Évolution du concept
Discovery Mountain est en quelque sorte l'héritier de Space Port imaginé par Walt Disney, dont les premières ébauches remontent aux années 1950,.
Ce « Mont », d'un diamètre d'environ 100 mètres (contre 62 pour le dôme de Space Mountain) devait couvrir toute la zone centrale et avoir l'esthétique du volcan de l'île du capitaine Nemo dans l'adaptation en film par Disney de Vingt Mille Lieues sous les mers. Cette île est baptisée Vulcania dans le long-métrage. Discovery Mountain devait accueillir plusieurs aménagements :

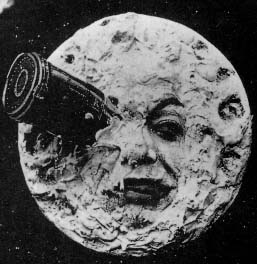
La Lune de Méliès.

- Un parcours de montagnes russes simulant un voyage vers la Lune, inspiré du roman De la Terre à la Lune.
- Un lagon sous lequel se trouvait :
  - Un parcours scénique offrant une visite du Nautilus.
  - Un restaurant de fruits de mer dans les salons luxueux du capitaine Nemo.

Tous deux inspirés du roman Vingt Mille Lieues sous les mers et de son adaptation cinématographique.
- Une attraction de type tour de chute, inspirée du roman Voyage au centre de la Terre et simulant le déplacement vertical subit par les personnages à l'intérieur du volcan[b],[6].
- L'attraction Horizons, alors présente à Epcot, et développant des aspects hérités de Jules Verne et d'autres visionnaires. Une section de l'attraction floridienne présentait Jules Verne évoluant jusqu'à la Lune à l'esthétique de Le Voyage dans la Lune de Georges Méliès[6].

L'aspect extérieur du dôme évolua au fil des dessins préparatoires, passant d'un volcan à une construction humaine futuriste, et l'attraction devait proposer des accès directs par des tubes de verre vers les bâtiments CinéMagique et Videopolis. Le climat de l'Île-de-France est l'une des raisons de l'élaboration d'un si vaste complexe et de relier celui-ci aux autres infrastructures par des tubes.

## Reprise des concepts

Sigle de Discovery Mountain

Le coût de ce projet étant très important et les dépenses engagées pour la construction du parc étant elles-mêmes très supérieures au budget initial (4 milliards USD au lieu de 1,3 milliard initialement prévu), il fut décidé de repousser la construction de Discovery Mountain.
Le parc ouvre en 1992 et connaît des difficultés financières importantes, en partie dues à une fréquentation inférieure aux espérances. En 1993, la nouvelle direction décide de lancer la construction de nouvelles attractions afin d'augmenter l'offre du parc.
Le projet Discovery Mountain est alors abandonné, et il est décidé de construire trois attractions pour enfants à Fantasyland (Casey Jr. : Le petit train du cirque, Le Pays des Contes de Fées et les Pirouettes du Vieux Moulin, ouvertes en 1993), une attraction à sensations à Adventureland (Indiana Jones et le Temple du Péril, ouverte en 1993) et deux attractions à Discoveryland, issues du projet abandonné :
- L'attraction Les Mystères du Nautilus, qui reprend la visite du sous-marin du capitaine Nemo, ainsi que son lagon, est construite à ciel ouvert. Elle a ouvert au public en juillet 1994.
- Space Mountain : De la Terre à la Lune, qui reprend le voyage vers la Lune et prend donc place seul dans un dôme de taille inférieure en développant un concept proche des autres Space Mountain. L'attraction, ouverte en juin 1995, est construite sous le nom du projet abandonné, avant d'être renommée Space Mountain quelques semaines seulement avant son inauguration, alors que l'enseigne et les affiches Discovery Mountain étaient déjà en place[10] (le logo DM est toujours visible en certains points du bâtiment). L'imagineer Tim Delanay chargé du projet l'explique dans le livre Disneyland Paris - De l'esquisse à la création[11].

L'idée d'une attraction basée sur une tour de chute a rapidement été reprise et modifiée. Équipée d'une nouvelle technologie mise au point en collaboration avec Otis, l'attraction est devenue un voyage en ascenseur dans un hôtel de grand standing. Le thème choisi pour illustrer ce voyage infernal est la célèbre série télévisée des années 1950, La Quatrième Dimension. Cette attraction, ouverte en 1994, est conçue pour le parc Disney-MGM Studios de Floride, alors en manque d'attractions face à son succès. Cette Tower of Terror, devenue très populaire, est par la suite reprise dans les parcs Disney California Adventure en Californie, Tokyo DisneySea au Japon et Walt Disney Studios en France.
Enfin, les concepts et l'architecture rétro-futuristes ont servi de base à l'élaboration des sections Mysterious Island et Port Discovery du parc Tokyo DisneySea, ouvert en 2001. Les réalisations les plus flagrantes étant notamment le volcan Mont Promotheus et le Vulcania Restaurant.